# Ryuji Fujiyama
Ryuji Fujiyama (藤山 竜仁, Fujiyama Ryuji) est un footballeur japonais né le 9 juin 1973.